# اندیس نمار پلنگی
نمار پلنگی یک اندیس فلزی است که در حوالی شهر نایبند استان خراسان قرار دارد و مادهٔ معدنی موجود در آن، سرب و روی است.  